# Tannoszóma
A tannoszómák (csersav+testek) szövetes növények növényi sejtjeiben található sejtszervecskék.
A tannoszómák felelősek a tanninok és polifenolok szintéziséért. Az 1960-as évek óta sejtették, hogy a cseranyagokat a zöld színtestek állítják elő, 2013-as fejlemény, hogy a zöld színtestek belső membránjában képződő cseranyagok gyöngyfüzérszerű, 30 nanométer körüli átmérőjű, tilakoid membránból álló gömböcskékbe (ez a tannoszóma) zárva vándorolnak a sejtnedvüregbe (vakuólumba) annak membránjának, a tonoplasztnak betüremkedésén keresztül. Itt végül a kis gömböcskék összetapadnak tannin-kiválásokká, amik a vakuólumban tárolódnak. Bárhogyan is szállítódjanak a sejten belül, a tanninok polimerizációja a tannoszómán belül történik meg. A folyamat az összes vizsgált szövetes növényben hasonlóan megy végbe.
A tannoszómák védelmet nyújtanak a növényevőkkel és növénypatogénekkel, valamint az ultraibolya sugárzással szemben.
A tannoszómák működési mechanizmusának további vizsgálata a tanninok polimerhosszúságának változtatásával a borok ízének feljavításán túl elvezethet a sejt különböző részei közötti „rakományok” áramlásának megértéséhez, akár a bioüzemanyagok hatékonyabb előállításához is.

## Felfedezésük
A tannoszómákat 2013-ban egy francia kutatócsoport fedezte fel, az ELTE növényszervezettani tanszékének adjunktusával, Solymosi Katalinnal együttműködve.